# Sumber Nongko
Sumber Nongko is een bestuurslaag in het regentschap Jombang van de provincie Oost-Java, Indonesië. Sumber Nongko telt 2585 inwoners (volkstelling 2010).